# پنتیوم
پنتیوم خانوادۀ ریزپردازنده ۳۲ بیتی است که توسط اینتل در سال ۱۹۹۳ معرفی شد. بعد از شکست در دادگاه مبارزه با حفظ کنترل نام x۸۶، اینتل نام آخرین عضو خانواده اش را به جای ۸۰۵۸۶ یا ۵۸۶، پنتیوم نامید. پنتیوم مبین ادامه تحول در ریزپردازنده‌های خانواده ۸۰۴۸۶ است و ویژگیهای قابل توجه متعددی از جمله نهانگاه‌های داده ای و دستورالعمل ۸ کیلوبایتی، یک پردازنده ممیز شناور و واحد مدیریت حافظه توکار را اضافه می‌کند. این ریزپردازنده دارای یک طرح فوق سنجش (superscalar) و مجرای ارتباطی(pipeline)دوتایی است که به پنتیوم امکان می‌دهد تا بیش از یک دستورالعمل را در هر چرخه ساعت اجرا کند.
1. ↑  Warren, Tom (September 16, 2022). "Intel Processor will replace Pentium and Celeron in 2023 laptops". The Verge (به انگلیسی). Retrieved December 22, 2022.
2. ↑  Warren، Tom (۲۰۲۲-۰۹-۱۶). «Intel Processor will replace Pentium and Celeron in 2023 laptops». The Verge (به انگلیسی). دریافت‌شده در ۲۰۲۳-۰۵-۰۹.